# サッカーザンビア代表
サッカーザンビア代表（サッカーザンビアだいひょう）は、ザンビアサッカー協会（FAZ）によって構成されるザンビアのサッカーのナショナルチームである。ホームスタジアムは、ンドラにあるレヴィー・ムワナワサ・スタジアム。
代表チームの愛称はチポロポロ（Chipolopolo）。銅の弾丸を意味し、ザンビアの主要輸出品でもある銅に由来している。

## 歴史
1929年に旧イギリス領北ローデシア協会として設立され、1964年に独立し現在に至る。アフリカネイションズカップでは、ガボンで開催された2012年大会で初優勝を果たしている。
これまで、FIFAワールドカップの本大会への出場経験はない。1994年大会・アフリカ予選ではチャンスはあったものの、1993年4月28日に予選のセネガル戦に向かう飛行機がガボン沖で墜落し、代表選手のうち18名が命を落とすという事故が発生して本大会出場を逃した。
なお、当時のエースであったカルシャ・ブワルヤ（後の代表監督。当時はPSV所属）など数名の選手は、クラブ所属先から直接現地入りしたため難を逃れている。

## エンブレム
オレンジ色のサンショクウミワシは主要産出品の銅を表し、ローデシア時代から引き続き国章にも使われる。配色も国章と同じく熱帯雨林と農産物を表す緑、独立の戦いで流された血を表す赤、国民を表す黒が配される。中央のサッカーボールは古いタイプのものだが、これは国章の中心にある白黒ストライプの盾をなぞっているためと言われる。

## 成績

### FIFAワールドカップ
- 1930 - 不参加
- 1934 - 不参加
- 1938 - 不参加
- 1950 - 不参加
- 1954 - 不参加
- 1958 - 不参加
- 1962 - 不参加
- 1966 - 不参加
- 1970 - 予選敗退
- 1974 - 予選敗退

- 1978 - 予選敗退
- 1982 - 予選敗退
- 1986 - 予選敗退
- 1990 - 予選敗退
- 1994 - 予選敗退
- 1998 - 予選敗退
- 2002 - 予選敗退
- 2006 - 予選敗退
- 2010 - 予選敗退
- 2014 - 予選敗退

- 2018 - 予選敗退
- 2022 - 予選敗退

### アフリカネイションズカップ
| 1957 | 不参加   | 1978 | グループリーグ敗退 | 1998 | グループリーグ敗退 | 2017 | 予選敗退           |
| 1959 | 不参加   | 1980 | 予選敗退           | 2000 | グループリーグ敗退 | 2019 | 予選敗退           |
| 1962 | 不参加   | 1982 | 3位                | 2002 | グループリーグ敗退 | 2021 | 予選敗退           |
| 1963 | 不参加   | 1984 | 予選敗退           | 2004 | 予選敗退           | 2023 | グループリーグ敗退 |
| 1965 | 不参加   | 1986 | グループリーグ敗退 | 2006 | グループリーグ敗退 |      |                    |
| 1968 | 不参加   | 1988 | 棄権               | 2008 | グループリーグ敗退 |      |                    |
| 1970 | 予選敗退 | 1990 | 3位                | 2010 | ベスト8            |      |                    |
| 1972 | 予選敗退 | 1992 | ベスト8            | 2012 | 優勝               |      |                    |
| 1974 | 準優勝   | 1994 | 準優勝             | 2013 | グループリーグ敗退 |      |                    |
| 1976 | 予選敗退 | 1996 | 3位                | 2015 | グループリーグ敗退 |      |                    |

## 歴代監督
- サムエル ヌドロブ（英語版） 1967-1969 (選手兼監督), 1987-1992
- アンテ・ブレシッチ 1971-1976, 1981-1982
- テッド・ビルバ 1977
- ブライアン・タイラー（英語版） 1978-1980
- テッド・デュミトル（英語版） 1980-1981
- ビル・マクガリー（英語版） 1982-1983
- ヴィースワフ・グラボウスキー 1983-1984
- ジェフ・バトラー（英語版） 1984
- ロイ・ムレンガ 1984
- ブライトウェル・バンダ（英語版） 1984-1986
- モーゼス・シンワラ（英語版） 1993
- ゴッドフリー・チタル（英語版） 1993
- ロアルド・ポールセン（英語版） 1993-1994, 1994-1996, 2002
- イアン・ポーターフィールド（英語版） 1994
- フレディ・ムウィラ（英語版） 1996-1997
- ブルクハルト・ツィーゼ（英語版） 1997-1998
- ファイトン・シムコンダ（英語版） 1998
- フベン・バンフチレ（英語版） 1998-2000
- ヤン・ブラウワー（英語版） 2001
- パトリック・フィリ（英語版） 2002-2003, 2006-2008
- カルシャ・ブワルヤ 2004-2006 (選手兼監督)
- エルヴェ・ルナール 2008-2010, 2011-2013
- ダリオ・ボネッティ 2010-2011
- パトリス・ビューメル（英語版） 2013-2014
- オナー・ジャンザ（英語版） 2014-2015
- ジョージ・ルワンダミナ（英語版） 2015-2016
- ウェドソン・ニィレンダ（英語版） 2016-2018
- ベストン・チャンベシ（英語版） 2018, 2021-2022
- スヴェン・ヴァンデンブローク（英語版） 2018-2019
- ムマンバ・ヌンバ（英語版） 2019-2020
- ミルティン・スレドイェヴィッチ 2020-2021
- ベストン・チャンベシ（英語版） 2021-2022
- アリョーシャ・アサノビッチ 2022
- モーゼス・シチョーン（英語版） 2022
- アヴラム・グラント 2022-

## 歴代選手

### GK
- デイビッド・チャバラ（英語版） 1983-1993
- ケネディ・ムウェーネ 2004-

### DF
- ジョセフ・ムソンダ（英語版） 2002-2014
- ストフィラ・スンズ 2008-

### MF
- チャールズ・ムソンダ（英語版） 1988-1993
- クリストファー・カトンゴ 2003-2016
- フェリックス・カトンゴ 2004-2014
- アイザック・チャンサ 2004-
- フワヨ・テンボ 2008-

### FW
- ゴッドフリー・チタル（英語版） 1968-1980
- バーナード・チャンダ（英語版） 1970-1980
- ピーター・カウンバ（英語版） 1979-1983
- カルシャ・ブワルヤ 1983-2004
- ケネス・マリトリ（英語版） 1988-1999
- ジェイコブ・ムレンガ 2004-2014
- エマヌエル・マユカ 2008-
- パトソン・ダカ 2015-